# شهر تانژو
شهر تانژو (به لاتین: Tanzhou Town) یک شهرک در جمهوری خلق چین است که در ژونگشان واقع شده‌است.